# 오민애
오민애(1965년 12월 17일 ~ )는 대한민국의 여배우이며 1999년 영화 '여고괴담 두번째 이야기'로 데뷔하였다.

## 학력
- 고등학교 졸업학력 검정고시 (합격)
- 한국방송통신대학교 (문화교양학/학사)
- 숭실대학교 대학원 (사회복지학/석사)

## 경력
- 연극배우협회 회원

## 출연작

### 영화
- 《주문진에서 주윤발을 만난다면》 (2025년) - 주윤이의 어머니 역
- 《사흘》 (2024년) - 염습실 장례지도사 역
- 《우리는 천국에 갈 순 없지만 사랑은 할 수 있겠지》 (2024년) - 교장 역
- 《딸에 대하여》 (2024년) - 엄마 역
- 《한국이 싫어서》 (2024년) - 계나의 어머니 역
- 《파일럿》 (2024년) - 안자 역
- 《기기묘묘》 (2022년) - 서암댁 역 (볼모지)
- 《첫번째 아이》 (2022년) - 화자 역
- 《주연》 (2022년) - 엄마 역
- 《그렇고 그런 사이》 (2022년)
- 《심장의 벌레》 (2022년)
- 《오 즐거운 나의 집》 (2022년)
- 《현수막》 (2022년)
- 《초록밤》(2022년) - 작은 고모 역
- 《윤시내가 사라졌다》 (2022년) - 신순이 / 연시내 역
- 《언프레임드 - 재방송》 (2021년) - 엄마 역
- 《그대 너머에》 (2021년) - 이인숙 역
- 《무력의 언어》 (2021년) - 엄마 역
- 《부고》 (2021년) - 교감 역
- 《딩크족》 (2021년)
- 《비밀의 정원》 (2021년) - 은숙 역
- 《사원증》 (2020년)
- 《태어나자마자 핵인싸》 (2020년) - 시어머니 역
- 《살사 맛 잡채》 (2020년)
- 《가만한》 (2020년)
- 《굿 마더》 (2020년) - 수미 역
- 《형태》 (2020년) - 혜자 역
- 《실》 (2020년) - 우아한 여인 역
- 《나의 새라씨》 (2019년) - 새라 역
- 《자전차왕 엄복동》 (2019년) - 상궁 역
- 《잊혀진 겨울》 (2018년) - 미리 역
- 《봄이가도》 (2018년) - 무당 역
- 《범죄도시》 (2017년) - 가리봉동 여자 상인 역
- 《여배우는 오늘도》 (2017년) - PB팀장 역
- 《원라인》 (2017년) - 주희모 역
- 《우리집》 (2016년) - 금희 역
- 《아무도 살지 않는 집》 (2015년)
- 《더 파이브》 (2013년) - 빵집주인 역
- 《미나문방구》 (2013년) - 간병인 역
- 《고령화가족》 (2013년) - 집주인아줌마 역
- 《가위》 (2000년)
- 《여고괴담 두번째 이야기》 (1999년) - 양호 선생님 역

### 드라마
- 《친구, 우리들의 전설》 (2009년, MBC) - 진숙의 어머니 역
- 《두근두근 달콤》 (2011년, KBS2) - 밍밍 이모 역
- 《미스코리아》 (2013년, MBC) - 최 원장 역
- 《미스터 션샤인》 (2018년, tvN) - 임 씨 부인 역
- 《펜트하우스》 (2020년, SBS) - 변 회장 역
- 《D.P.》 (2021년, Netflix) - 준목의 어머니 역
- 《펜트하우스 2》 (2021년, SBS) - 변 회장 역
- 《펜트하우스 3》 (2021년, SBS) - 변 회장 역
- 《한 사람만》 (2021년, JTBC) - 영찬의 어머니 역
- 《나의 해방일지》 (2022년, JTBC) - 변상미 역
- 《블라인드》 (2022년, tvN) - 김숙희 역
- 《트롤리》 (2022년, SBS) - 센터장 역
- 《더 글로리》 (2022년, Netflix) - 도영의 어머니 역
- 《낭만닥터 김사부 3》 (2023년, SBS) - 고경숙 역
- 《레이스》 (2023년, Disney+) - 화자 역
- 《정신병동에도 아침이 와요》 (2023년, Netflix) - 서완의 어머니 역
- 《돌풍》 (2024년, Netflix) - 유정미 역
- 《폭싹 속았수다》 (2025년, Netflix) - 관식의 어머니 계옥 역
- 《당신의 맛》 (2025년, ENA) - 한 회장 역
- 《나인 퍼즐》 (2025년, Disney+) - 이남숙 역
- 《우리 영화》 (2025년, SBS) - 황미선 역
- 《견우와 선녀》 (2025년, tvN) - 매듭공방 사장 역 (특별출연)

### 연극
- 꽃바람
- 반민특위
- 뜰앞의 잣나무
- 2009년 《미드나잇 블루스》
- 2010년 《아리랑》
- 2010년 《몰디브 환상특급》
- 2011년 《이웃집 쌀통》
- 2013년 《율곡 이이》
- 2014년 《팬티 입은 소년》
- 2014년 《진흙》
- 2014년 《나무물고기》
- 2015년 《안녕 앙코르》
- 2016년 《홍시 열리는 집》
- 2017년 《산불》
- 2017년 《불멸의 영웅 안중근》
- 2017년 《홀로 맞는 죽음》
- 2017년 《원맨쇼》
- 2018년 《엄마는 50에 바다를 발견했다》
- 2018년 《사흘만 볼 수 있다면》
- 2020년 《체액》

### 방송
- 2022년 5월 24일 KBS 1TV 《아침마당》
- 2024년 9월 2일 tvN STORY 《회장님네 사람들》
- 2025년 5월 7일 MBC 《라디오 스타》

### 광고
- 2023년 신한은행 신한투자증권
- 2024년 대한민국 경찰청 꼬리에 꼬리를 무는 보이스피싱

## 수상
- 2019년 제18회 미쟝센 단편영화제 심사위원 특별상 연기부문
- 2020년 2020 KAFA 연기상
- 2022년 제23회 전주국제영화제 한국경쟁 부문 배우상
- 2022년 제9회 가톨릭영화제 스텔라상
- 2023년 제28회 부산국제영화제 올해의 배우상
- 2025년 제3회 한국예술영화관협회 어워드 배우상